# Córka generała Pankratowa
Córka generała Pankratowa (tựa tiếng Anh: The General Pankratov's Daughter) là một phim lịch sử của Ba Lan. Bộ phim do Mieczysław Znamierowski
và Józef Lejtes đạo diễn, Marian Orlik làm biên kịch. Phim Córka generała Pankratowa được công chiếu vào năm 1934.

## Diễn viên
- Nora Ney trong vai Aniuta
- Franciszek Brodniewicz trong vai Bolesław
- Kazimierz Junosza-Stępowski trong vai Tướng Pankratov
- Stanisław Grolicki trong vai Toàn quyền
- Aleksander Żabczyński trong vai Phụ tá
- Mieczysław Cybulski trong vai Alexey Voronov
- Zofia Lindorfówna trong vai Nhà cách mạng
- Jerzy Leszczyński trong vai Bobrov
- Maria Bogda trong vai Nhà cách mạng
- Zbigniew Ziembiński trong vai Nhà cách mạng
- Stanisław Daniłłowicz trong vai Người đưa tin
- Helena Buczyńska trong vai Dì của Aniuta
- Stanisława Perzanowska trong vai Người chủ căn hộ
- Zygmunt Chmielewski
- Stefania Górska
- Wanda Jarszewska
- Alina Żeliska
- Romuald Gierasieński
- Feliks Żukowski
- Zofia Terné
- Zofia Kajzerówna
- Ryszard Kierczyński
- Tadeusz Fijewski
- Henryk Rzętkowski
- Monica Carlo
- Rufin Morozowicz